# Françoise de Foix
Françoise de Foix, comtesse de Châteaubriant, née vers 1495, morte le 16 octobre 1537, est la fille de Jean de Foix et de Jeanne d'Aydie et la sœur d'Odet de Foix, maréchal de Lautrec. Elle est mariée en 1509 à Jean de Laval-Châteaubriant, gouverneur de Bretagne.

## Biographie
Françoise est la seule fille de Jean de Foix, vicomte de Lautrec, et de Jeanne d'Aydie. Son grand-père paternel est Pierre de Foix, vicomte de Lautrec, frère cadet de Gaston IV de Foix, époux de la reine Éléonore de Navarre. Françoise est donc une cousine d'Anne de Bretagne, petite-fille de Gaston IV et d'Éléonore. Françoise est élevée à la cour d'Anne, où elle rencontre Jean de Laval, comte de Châteaubriant, auquel elle est fiancée en 1505. Le 11 mars 1508, elle donne naissance à une fille, Anne, qui meurt le 12 avril 1521. Le couple est marié en 1509 , et vit à Châteaubriant jusqu'à ce que François Ier ne les invite à la cour en 1516 . Grande et brune, c'est une femme cultivée, qui maîtrise le latin et l'italien, et compose de la poésie. 
Jusqu'au règne de François Ier, on avait vu peu de femmes à la cour ; mais ce prince qui aimait le faste et la galanterie, prétendait qu'une cour sans dames « était une année sans printemps, et un printemps sans roses. » Il chercha donc à y attirer les femmes les plus séduisantes de France. La beauté de madame de Châteaubriant était connue à la cour. Le roi engagea son mari à l'y amener. On prétend que le comte différa d'obéir autant qu'il lui fut possible ; qu'il avait fait faire deux bagues parfaitement semblables que, laissant, l'une à la comtesse, il lui avait défendu de quitter sa retraite, si la lettre par laquelle il la mandait n'était point accompagnée de l'autre bague, et que pour plaire au monarque, on eût l'adresse de dérober la bague à l'époux soupçonneux, par le moyen d'un domestique auquel il avait confié son secret ; et que la comtesse arriva à la cour malgré son mari. 
Quoi qu'il en soit de cette anecdote, il paraît probable que madame de Châteaubriant devienne la maîtresse du roi en 1518 après une longue résistance. Devenue "la mye du roi" elle reçoit moult cadeaux et son mari et ses frères ne furent pas en reste. Mais la mère du roi, Louise de Savoie, voit d'un mauvais œil cette liaison parce qu'elle déteste la famille de Foix. François Ier ayant été fait prisonnier devant Pavie, en 1525, madame de Châteaubriant reste exposée à la haine de la régente et à la vengeance de son mari.
On prétend que forcée de se réfugier à Châteaubriant, le comte la fait enfermer dans une chambre tendue de noir, et qu'au bout de six mois il forme des projets contre sa vie. Cependant, elle vit encore en 1536. Elle revient à la cour après la délivrance de François Ier. 
En 1526, lorsque François Ier revient de sa captivité en Espagne, on lui présente une jeune fille blonde et jolie, Anne d'Heilly de Pisseleu, et il se laisse tenter. La lutte des favorites dure deux ans et Françoise dut finalement céder la place. 
Brantôme donne des détails sur cette rupture. Le roi ayant fait demander à madame de Chateaubriant les joyaux qu'il lui avait donnés, et sur lesquels on avait gravé des devises amoureuses composées par la reine de Navarre, la comtesse eut le temps de les faire fondre, et, s'adressant ensuite au gentilhomme chargé des ordres de François Ier, elle lui dit : 

« Portez cela au roi, et dites-lui que, puisqu'il lui a plu me révoquer ce qu'il m'avait donné si libéralement, je le lui rends et je le lui renvoie en lingots d'or. Quant aux devises, je les ai si bien empreintes et colloquées en ma pensée, et les y tiens si chères, que je n'ai pu souffrir que personne en disposât, en jouît, et en eût du plaisir que moi-même. »

 Le roi, qui ne voulait que les devises, lui renvoya les lingots. La comtesse lutta quelque temps contre la nouvelle favorite, et se servit de sa faveur mourante pour avancer et soutenir ses frères, dont l'un était le fameux maréchal de Lautrec, et l'autre le maréchal de Lescun. 
Ces derniers firent, dans la campagne d'Italie, plusieurs fautes que madame de Châteaubriant sut faire pardonner. Elle mourut le 16 octobre 1537. Son mari, qui fut soupçonné d'avoir contribué à sa mort, lui fit néanmoins élever dans l'église des Mathurins de Châteaubriant un tombeau décoré de sa statue et d'une épitaphe qu'on trouve dans le recueil des poésies de Clément Marot, dont le comte était le protecteur. Il semble que les deux époux aient vécu longtemps côte à côte, malgré les rumeurs de mésentente entre eux.

## Postérité
Françoise de Foix est à l'origine de la première traduction en français de l'une des Vies parallèles de Plutarque. En 1519, la première édition du texte grec parut en France ; elle requiert alors la traduction de la partie concernant la vie d'Antoine, l'amant de Cléopâtre,. L'ouvrage, publié entre 1519 et 1537, lui est dédié, mais son auteur reste inconnu.
On a cru devoir présenter sous la forme du doute la liaison de madame de Chateaubriant avec François Ier, parce que plusieurs auteurs l'ont niée. Varillas, Bayle, Moréri, Hévin ont beaucoup discuté ce point d'histoire, sans l'éclaircir. 
Elle laissa une image de femme amoureuse et désintéressée ce qui ne fut pas le cas de sa remplaçante (Anne de Pisseleu) dans le lit du roi. On raconte sur elle des aventures fort romanesques. Cependant quelques-uns contestent même sa liaison avec François Ier, et attribuent à Louise de Crèvecœur, épouse de Bonnivet, toute l'histoire qu'on raconte d'elle.

### Dans les arts
Au début du XIXe siècle, Françoise de Foix et sa légende ont inspiré les artistes du style troubadour. Au Salon de peinture et de sculpture de 1819, le peintre Auguste Desmoulins expose un tableau intitulé François Ier au tombeau de Françoise de Foix, tandis que sa collègue Thérèse-Victoire Duplessis-Bonjour, dite Madame Delanne, propose Françoise de Foix, comtesse de Châteaubriant.
En sculpture, Clémence-Jeanne Eymard de Lanchatres réalise en 1878 un Buste de Françoise de Foix en bronze. L'oeuvre, exposée au Salon en 1879, est acquise par l'État et attribuée au musée des beaux-arts d'Angoulême, où elle est manquante depuis 2005,. Donizetti a composé un opera sur elle en 1831 sur un livret italien (Francesca di Foix).
Sa vie a également inspiré plusieurs romans historiques, dont La Comtesse de Chateaubriant ou les Effets de la jalousie, de Pierre de Lesconvel en 1695, François Ier et madame de Chateaubriant d'Augustine Gottis en 1816, Françoise de Châteaubriant et François Ier de Georges-Gustave Toudouze en 1948 et La salamandre d'or de Mireille Lesage en 2006. 

### En gastronomie
La comtesse a laissé son nom une friandise, spécialité locale de Châteaubriant, la Françoise de Foix, un chocolat enrobant un praliné fourré de raisins macérés dans le rhum, créée en 1932 par un pâtissier castelbriantais Constant Lerochais. La légende veut en effet que la longévité de la relation entre François 1er et sa favorite résidait dans le fait que celle-ci faisait macérer des petits raisins dans l’alcool et que le roi raffolait de cette confiserie.

### Dans l'audiovisuel
L'actrice catalane Meritxell Calvo interprète le rôle de Françoise de Foix dans la série télévisée de TVE, Carlos, rey emperador.

### Sources et bibliographie
- Marie-Nicolas Bouillet  et Alexis Chassang (dir.), « Françoise de Foix » dans Dictionnaire universel d’histoire et de géographie, 1878 (lire sur Wikisource)
- Véronique Garrigues, « Les clairs-obscurs de Françoise de Foix, dame de Châteaubriant (1494 ?-1537) : revisiter l’historiographie d’une favorite royale », dans Caroline zum Kolk, Kathleen Wilson-Chevalier, Femmes à la cour de France. Charges et fonctions (XVe-XIXe siècle), Presses universitaires du Septentrion, 2018 (DOI https://doi-org/10.4000/books.septentrion.132954), p. 321-338.
- « Françoise de Foix », dans Louis-Gabriel Michaud, Biographie universelle ancienne et moderne : histoire par ordre alphabétique de la vie publique et privée de tous les hommes avec la collaboration de plus de 300 savants et littérateurs français ou étrangers, 2e édition, 1843-1865 [détail de l’édition]
- À propos du Chansonnier de Françoise de Foix, manuscrit conservé à la British Library de Londres (Harley 5242) voir la page que lui consacre Jean-Marie Poirier, qui en a réalisé une édition moderne : Le Chansonnier de Françoise de Foix (v. 1520)